# Gunnar Lundquist (militär)
Karl Gunnar Lundquist, född den 2 april 1919 i Malmö, död den 5 september 2000 i Ystad, var en svensk militär.
Lundquist blev fänrik vid Norra skånska infanteriregementet 1940 och löjtnant där 1942. Efter att ha genomgått Krigshögskolan 1946–1948 blev han kapten vid generalstabskåren 1952 och major 1958. Lundquist var ledamot av civilförsvarsstyrelsen 1958–1964. Han befordrades till överstelöjtnant 1962 och till överste 1966. Lundquist fick tjänst vid Älvsborgs regemente 1964 och blev chef för regementet 1966. Han var markstridsinspektör inom flygvapnet 1976–1979. Lundquist var militär medarbetare i Kvällsposten och Borås Tidning. Han blev riddare av Svärdsorden 1959, kommendör av samma orden 1970 och kommendör av första klassen 1974.